# Lierre du Cap
 (mars 2025).
Espèce
Classification phylogénétique
Le lierre du Cap (Senecio angulatus), également connu sous le nom de séneçon rampant, est une plante succulente à fleurs de la famille des Asteraceae, originaire d'Afrique du Sud. Le lierre du Cap est une plante qui peut devenir une mauvaise herbe agressive une fois établie, ce qui en fait une espèce envahissante. Elle est cultivée comme plante ornementale pour son feuillage satiné et ses fleurs au parfum sucré.
D'autres noms communs incluent le séneçon grimpant, le senecio incliné, le senecio algérien, le séneçon angulaire, le senecio jordanien et le séneçon brouillant.
C'est une mauvaise herbe problématique en Nouvelle-Zélande. Elle est naturalisée dans certaines parties de l'Afrique du Nord et du sud de l'Europe.

## Confusions possibles
Le lierre du Cap ressemble beaucoup à Delairea odorata, Senecio tamoides (Liane des Canaries) et Senecio macroglossus.

## Description
Le séneçon anguleux est un arbuste dense et enchevêtré de 2 mètres (6,6 pieds) de haut ou une plante grimpante qui peut atteindre 6 mètres (20 pieds) de haut, si un support approprié est disponible.

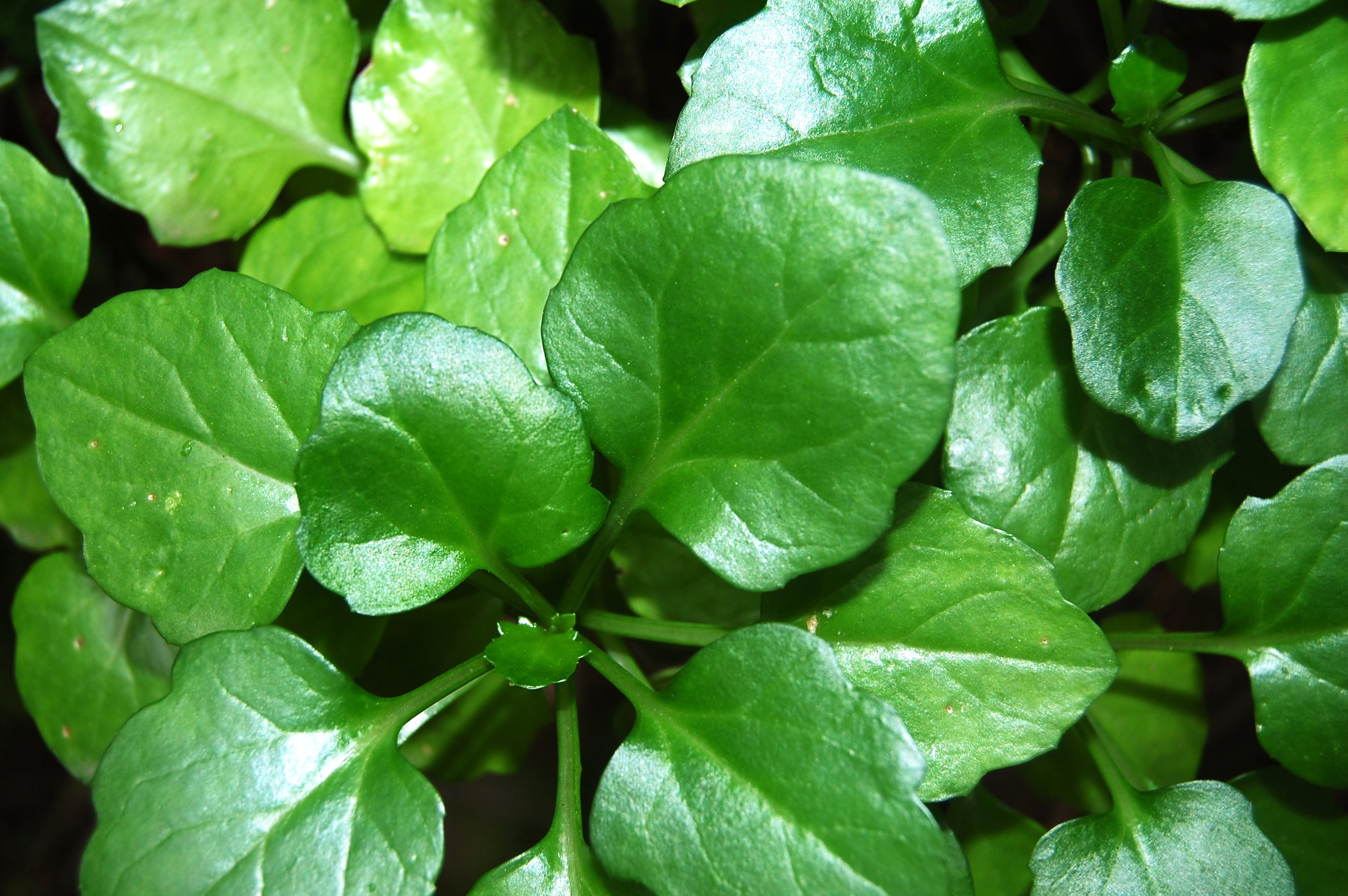
Feuilles

Les feuilles sont rhombiques à ovales (larges en forme de losange), 3 à 5 centimètres (1,2 à 2,0 pouces) de long et 1 à 5 centimètres (0,39 à 1,97 pouces) de large et se présentent en 1 à 4 paires. Elles sont épaisses, brillantes, charnues et grossièrement dentées, avec une à trois dents de chaque côté et carrément lobées, les feuilles supérieures devenant plus petites avec moins de dents, voire aucune. Elles ont un aspect givré grâce à un revêtement poudreux sur la face inférieure.
Les pétioles mesurent de 1 à 4 centimètres (0,39 à 1,57 po) de long.
Les tiges sont succulentes et sont souvent panachées de vert jaune pâle et de violet, qui deviennent ligneuses en vieillissant. Ils sont légèrement anguleux (pas droits) et généralement peu ramifiés. Ni les tiges ni les feuilles ne sont velues.

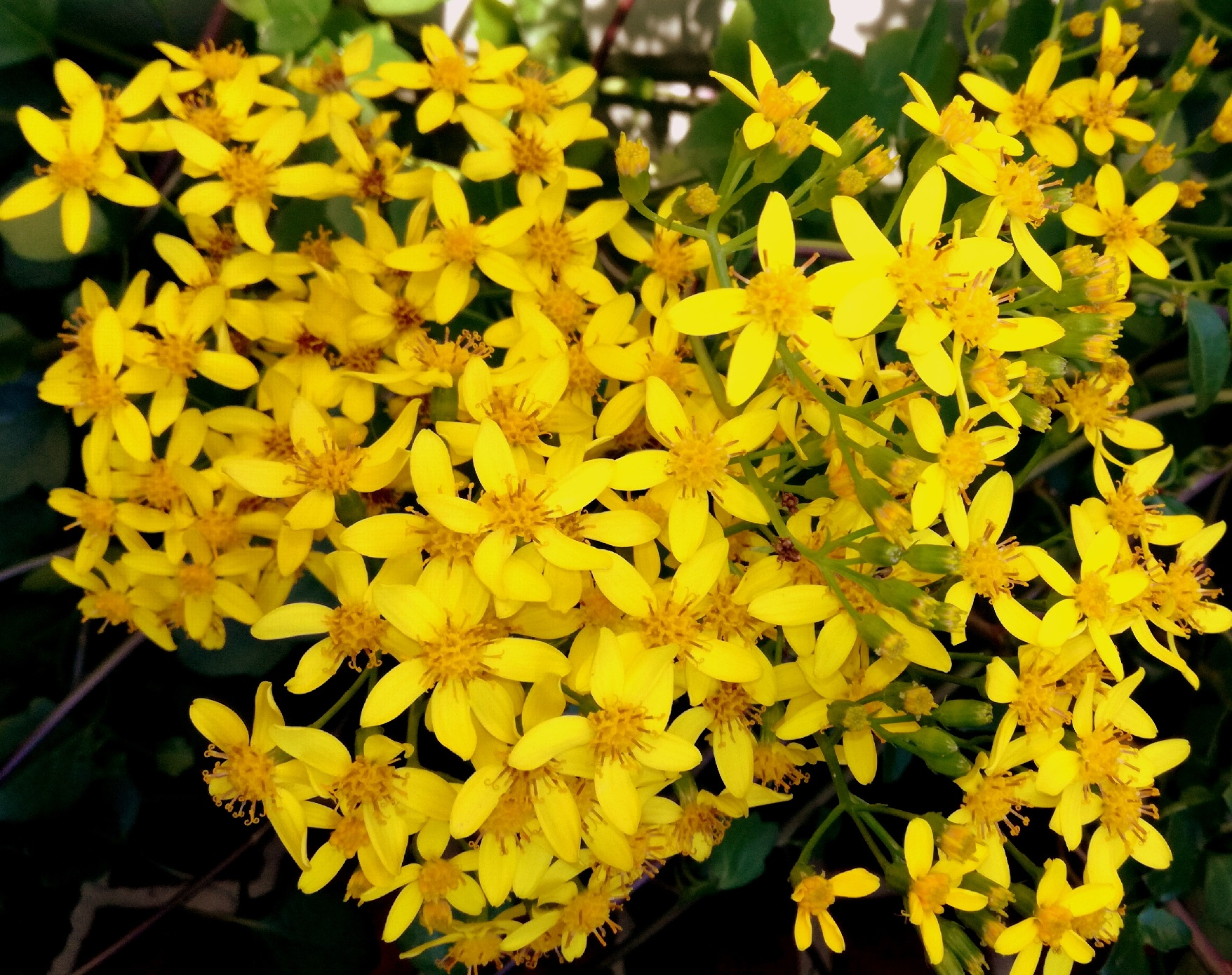
Inflorescence

Senecio angulatus produit de nombreuses fleurs en grappes ouvertes au bout de ses branches ou tiges. Les fleurs parfumées sont sur une tige allongée et s'ouvrent successivement de la base vers le haut à mesure que la tige continue de croître. Les grappes de fleurs sont plus plates au sommet que pyramidales et mesurent 4 à 8 centimètres (1,6 à 3,1 pouces) de diamètre. Souvent, la grappe s'affaisse et les capitules à l'extrémité de la grappe se tournent vers le haut.
Les tiges florales sont pour la plupart glabres ou avec quelques poils courts, de 6,5 à 10,5 millimètres (0,26 à 0,41 po) de long. Attachées aux tiges florales se trouvent 8 à 11 bractées fines et pointues de 5 à 6 millimètres (0,20 à 0,24 po) qui sont entourées de 4 à 7 bractées supplémentaires vert pâle et parfois teintées de violet à la base, de 1,5 à 2,5 millimètres (0,059 à 0,098 po) qui forment une forme de coupe autour de la base de l'involucre.
Les capitules individuels sont rayonnés et en forme d'urne. La corolle a un disque comprenant 10 à 15 fleurons de disque jaune doré terne. Chaque fleuron discal est un tube glabre avec une légère expansion en dessous du milieu et des lobes de 1,3 à 2 millimètres (0,051 à 0,079 po) de largeur. 4 à 6 fleurons de rayons entourent les fleurons du disque et ont des ligules jaunes (qui ressemblent à des pétales) de 5,5 à 9,5 millimètres (0,22 à 0,37 po) de long qui donnent aux fleurs l'apparence d'une marguerite.
La plante fleurit d'avril à mai en Afrique australe et de mai à juillet en Australie et en Nouvelle-Zélande. Dans l'hémisphère nord, notamment en Italie et en Espagne, elle fleurit de novembre à fin janvier.
Le lierre du Cap est facilement dispersé par les graines soufflées par le vent, les fragments de tiges, les déchets de jardin et par l'expansion de la plante à travers les stolons. Les akènes mesurent 3 à 4 millimètres (0,12 à 0,16 po) de long, nervurés ou rainurés avec des poils courts dans les rainures et une forme cylindrique effilée. Les poils en forme de parachute, les pappus, mesurent 5 à 7 millimètres (0,20 à 0,28 po) de long.

## Histoire

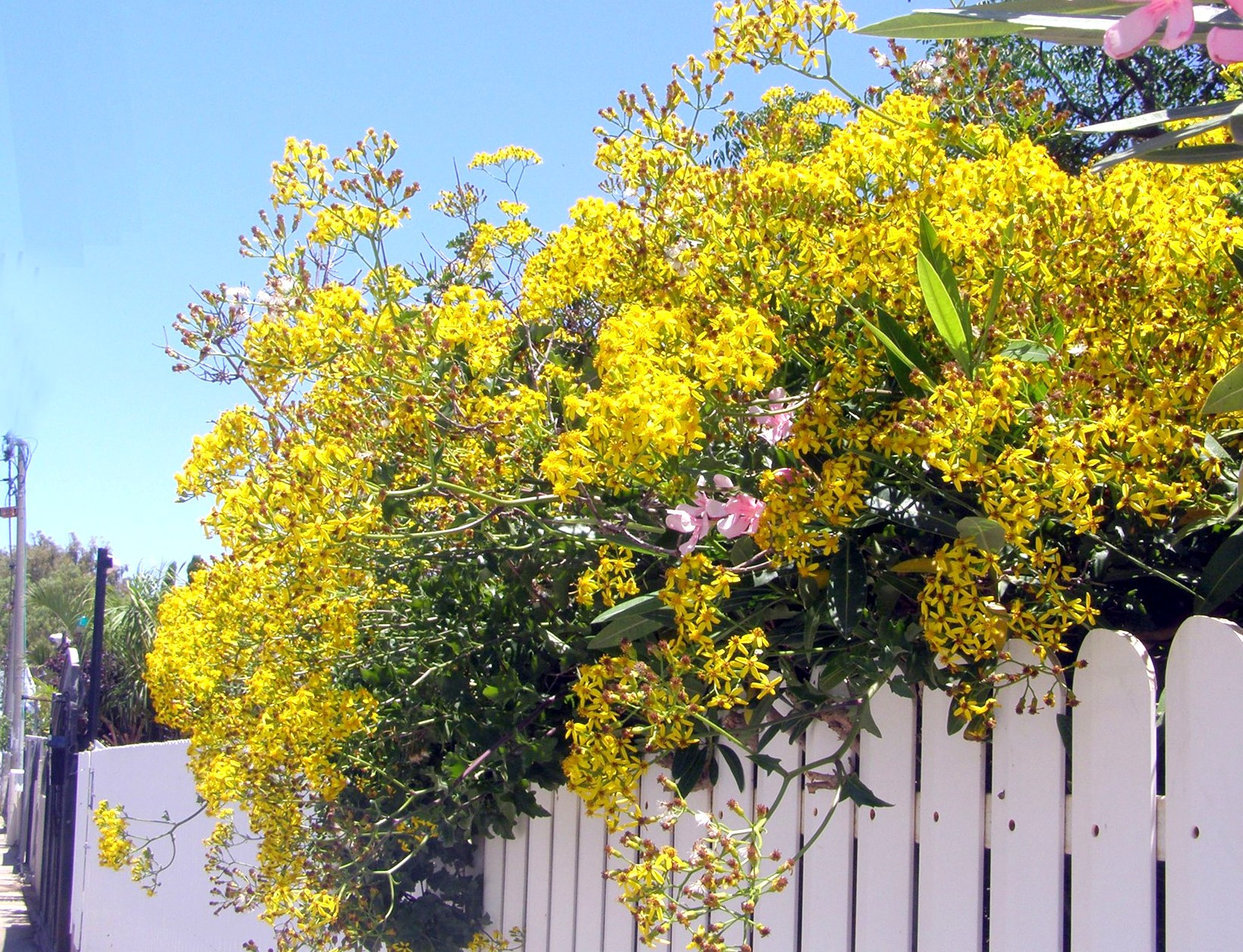
Cultivé sur une palissade à Tel Aviv.

La plante a été introduite à Malte au XVe siècle comme plante ornementale. Dans le Queensland, le lierre du Cap a peut-être gagné en popularité après la guerre des Boers, car selon des récits anecdotiques, il aurait été introduit d'Afrique du Sud par les soldats revenus en Australie après 1902. De plus, il a été promu dans les journaux de Brisbane entre 1906 et 1910, louant la plante pour la beauté de son feuillage et de ses grappes de fleurs jaunes. Bien que ces articles aient pu faussement appliquer le nom de S. angulatus à Senecio tamoides, qui était une mauvaise herbe à cette époque sur la côte est.
Il a très probablement été introduit aux États-Unis après 1930, car il n'est pas répertorié dans la première édition d'Hortus, bien qu'il soit rarement cultivé dans ce pays. Il a été introduit en Nouvelle-Zélande en 1940 comme plante ornementale.

## Culture
En raison de sa tolérance à la sécheresse et de sa nature succulente, le lierre du Cap prospère dans les régions au climat méditerranéen, où il a été cultivé dans certaines parties de l'Afrique du Nord, de l'Europe du Sud et du Levant.
Le lierre du Cap pousse dans les zones de rusticité USDA 9a à 11b mais résiste à des températures de -6 degrés. Il a une croissance moyenne à rapide. Tolérant à la sécheresse et à la chaleur, il s'épanouira mieux avec un peu d'eau en été et fleurira plus souvent en plein soleil. Il peut pousser à l’intérieur comme plante d’intérieur, à condition qu’il reçoive un peu de soleil. La taille est nécessaire car la plante peut devenir molle lorsqu'elle grandit.

### Propagation
La multiplication peut se faire par bouturage (car la plante s'enracine facilement à partir des extrémités des branches), et elle doit être effectuée entre le printemps et l'automne. Les graines préfèrent une humidité constante et des températures chaudes pour germer. Bien que certaines sources indiquent que ses graines ne sont pas viables. La fertilisation annuelle est nécessaire, mais pas obligatoire. Les ravageurs comprennent les pucerons.

## Médicinal
Le profilage phytochimique a montré des activités antioxydantes et anti-acétylcholinestérase dans des extraits de Senecio angulatus algérien. Les extraits hydrométhanoliques et acétate ont montré le potentiel antioxydant de l’acétate pour les méthodes FRAP et phénanthroline. De plus, une grande quantité de cynarine et d’acide trans-férulique a été trouvée dans l’extrait alors que l’infusion butanolique avait enregistré la plus grande quantité d’acide chlorogénique. Bien que les composés phénoliques aient tendance à contenir des groupes hydroxyles dans leur composition, ils contribuent à l’activité antioxydante.

## Distribution

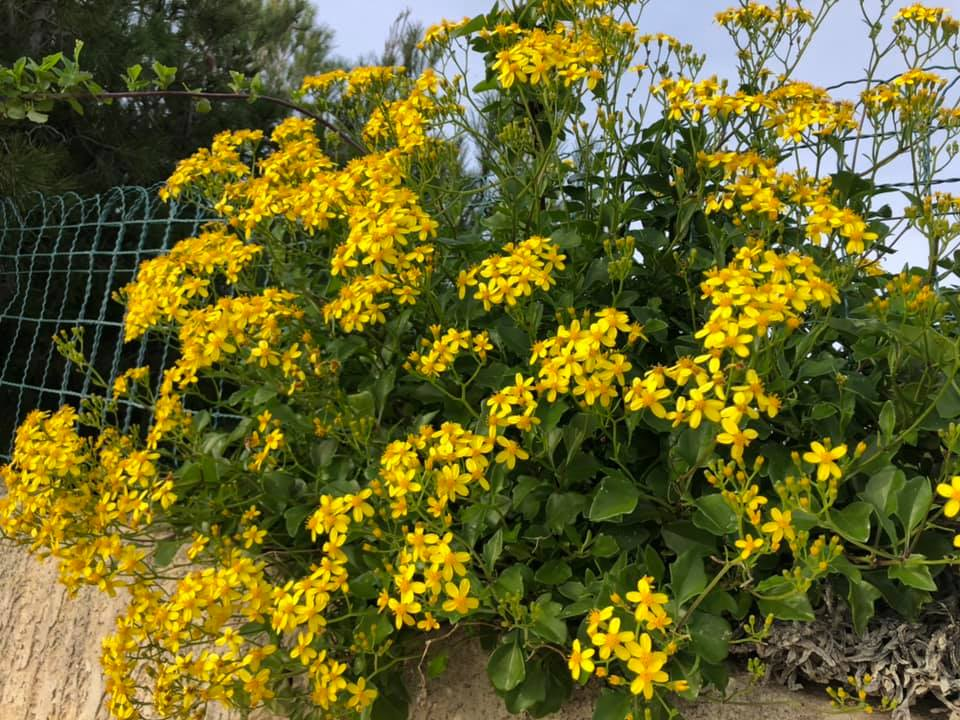
Naturalisation dans une garrigue en Jordanie

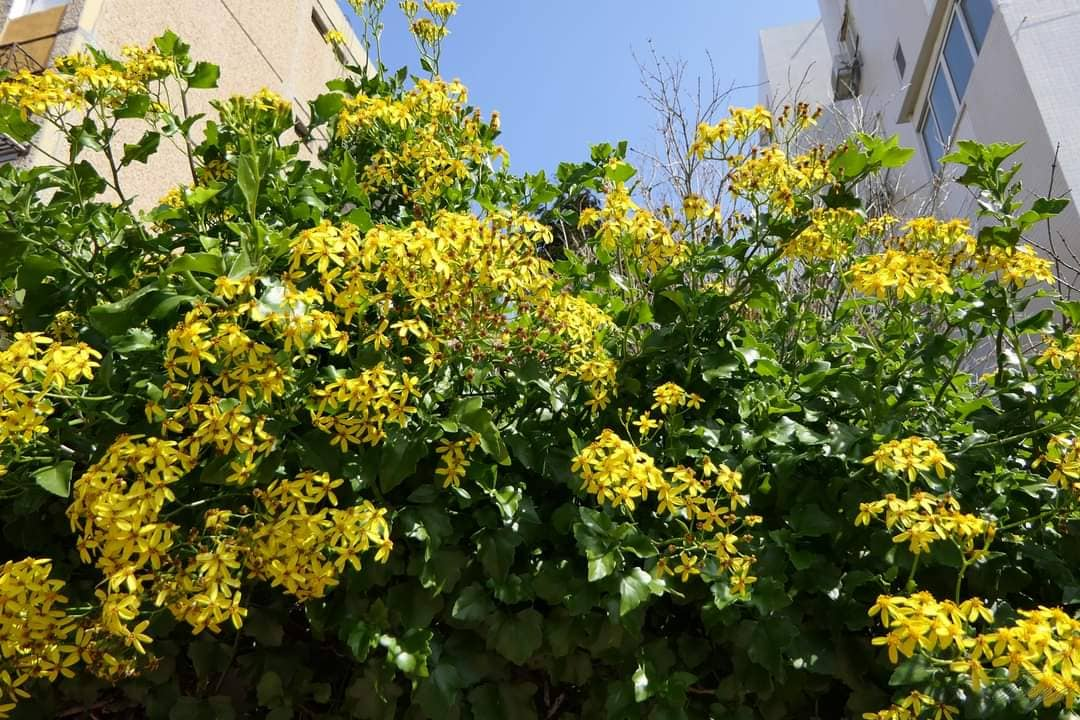
Cultivé dans un complexe d'appartements à Jérusalem

Le lierre du Cap est originaire de la province du Cap en Afrique du Sud, d'où son nom, et il a été naturalisé dans certaines parties du sud de l'Italie, de la France, de l'Espagne, de la Croatie, du Portugal et dans certaines zones côtières du sud-est de l'Australie (en particulier le Péninsule de Mornington), où il se propage. On rapporte qu'elle est envahissante en Nouvelle-Zélande et qu'elle constitue une mauvaise herbe environnementale émergente à Victoria, en Australie. Il est déclaré espèce exotique en Australie occidentale. En Californie, en Albanie et au Chili, il serait en train de s'échapper.
Il peut devenir agressif lorsqu'il s'établit, où il peut étouffer la végétation indigène existante à la fois dans la couche de sol et dans la canopée, modifiant ainsi le climat lumineux de la communauté envahie et supprimant parfois la régénération des plantes indigènes. En tant que telle, la plante est ciblée par le ministère de l'Agriculture de l'Oregon pour une détection précoce et une réponse rapide si elle devait s'échapper de la culture.
Sur la Costa Brava en Espagne, c'était l'une des cinq espèces les plus recensées, où on la trouvait en grands rassemblements, généralement à proximité des résidences humaines, envahissant et colonisant les sommets des falaises, les bords des routes et la garrigue à proximité, y compris les sous-bois, remplaçant la flore indigène. des espèces telles que Pistacia lentiscus. Elle a été introduite en Catalogne dans les années 1970 comme plante couvre-sol dans les jardins familiaux, avant de s'échapper. Bien qu’elle ne soit pas enregistrée comme espèce envahissante dans le Catalogue espagnol des espèces envahissantes, c’est l’une des espèces exotiques les plus courantes présentes sur la côte catalane car elle possède clairement un comportement invasif.

## Habitat
Le lierre du Cap préfère les sols calcaires noirs et sables gris, argilo-sableux et calcaires. Il trouve son habitat dans ces sols dans les zones côtières sur les falaises, les vasières, les dépressions humides des dunes, près des marécages, dans les décharges, dans les garrigues et à proximité des agglomérations, en particulier près de la mer.

## Galerie

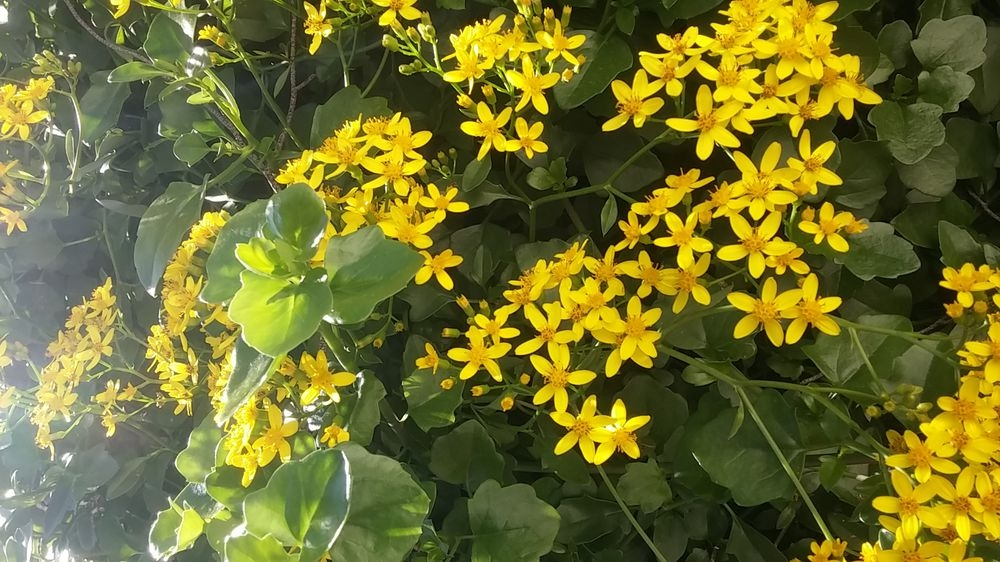
Bouquet de fleurs
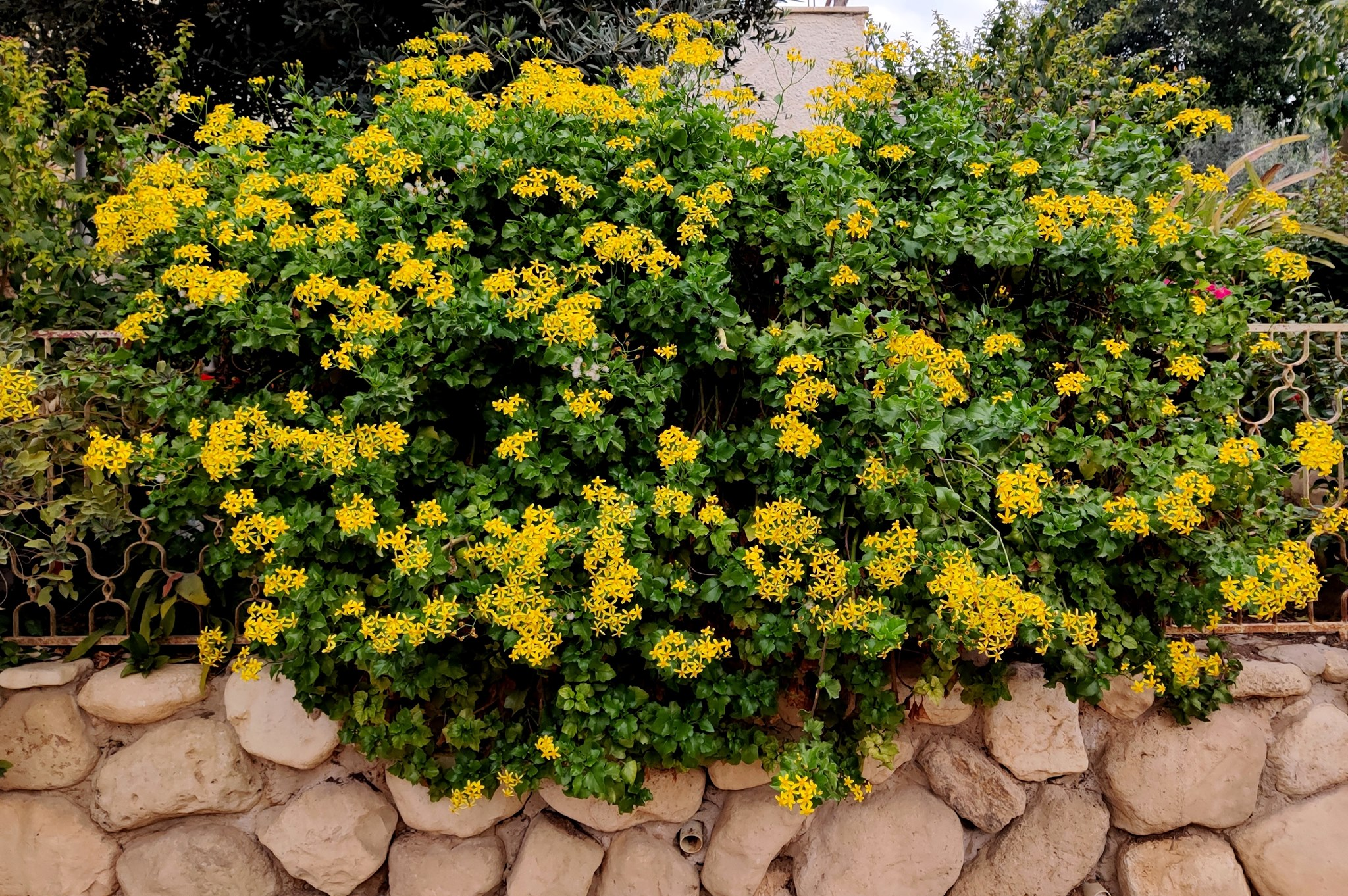
Cultivé comme un arbuste
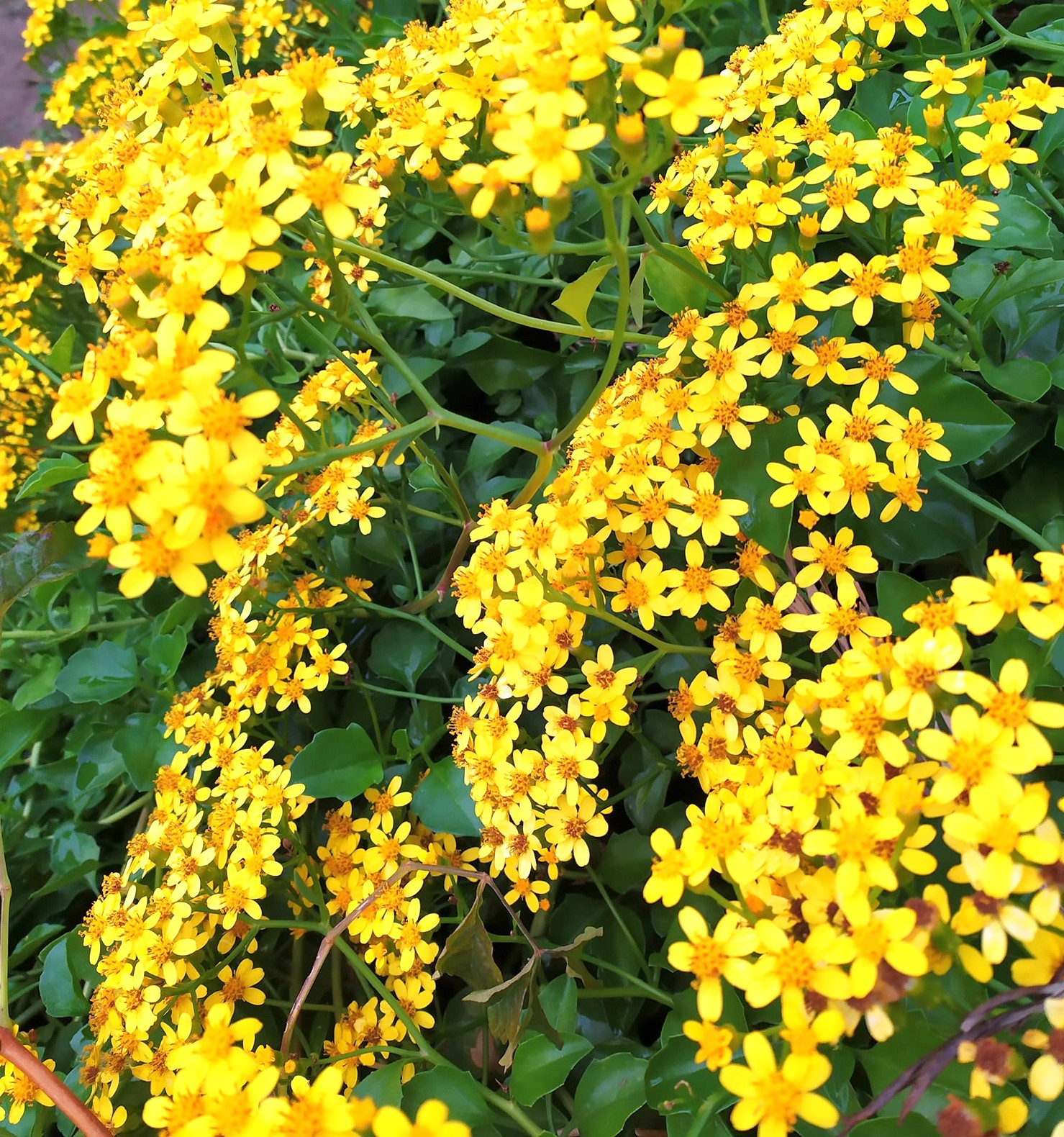
Floraison jaune prolifique
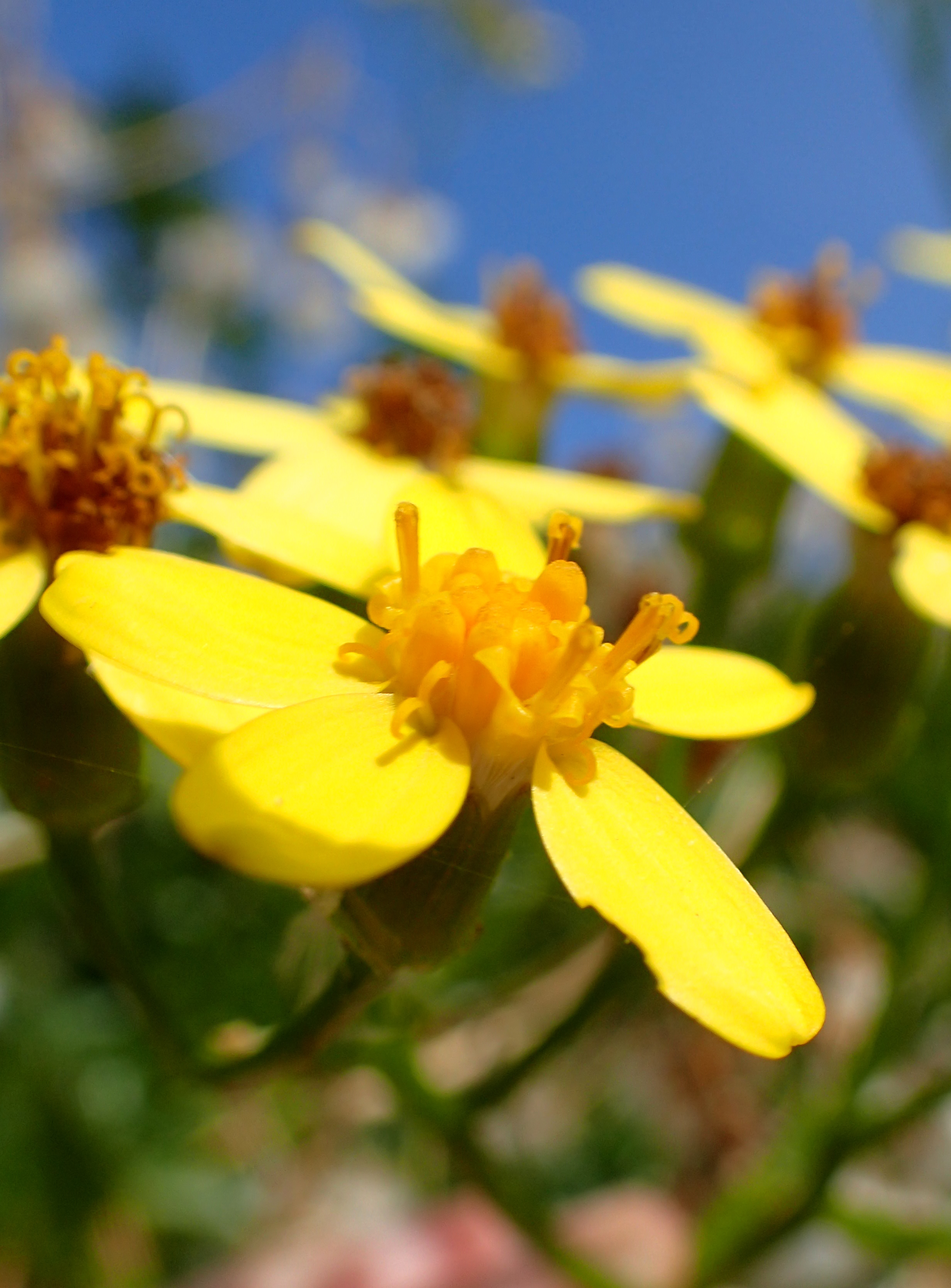
Fleurons de disque
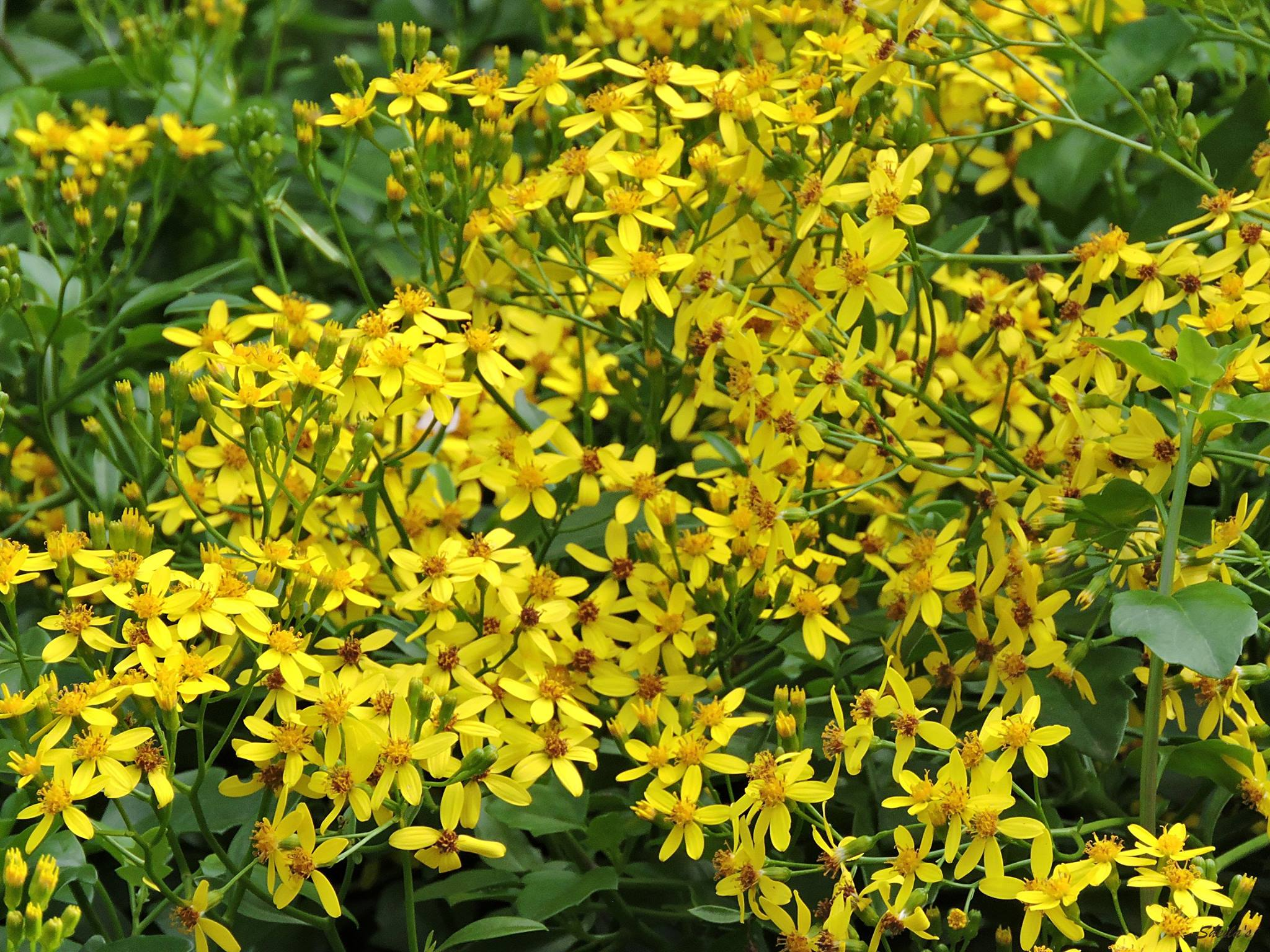
Fleurs émergentes
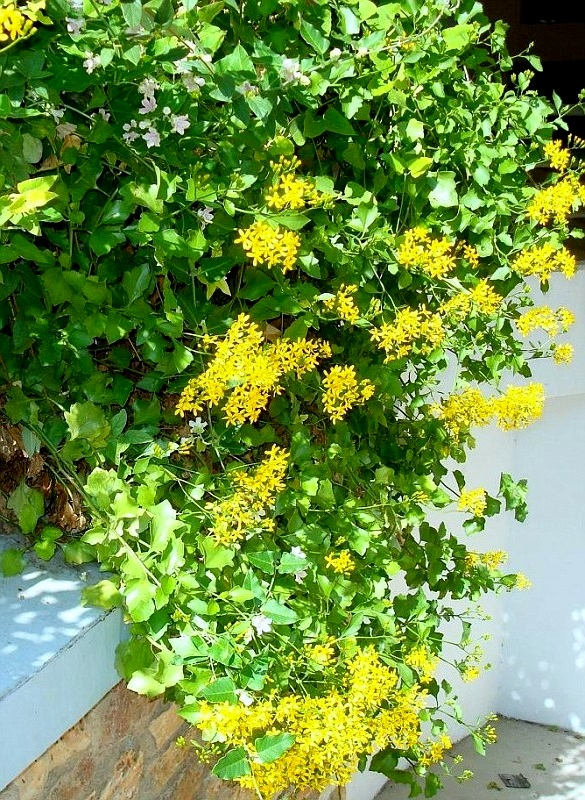
Dans une terrasse de jardin
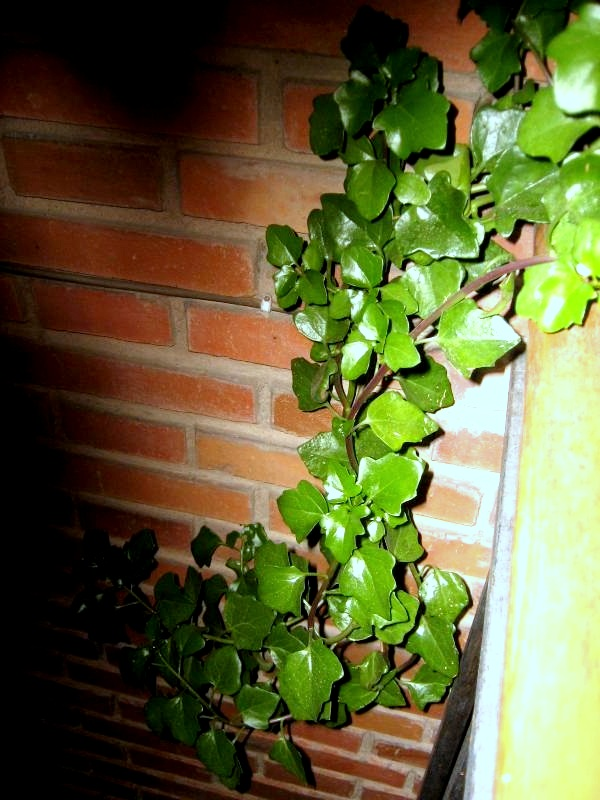
Comme plante de balcon
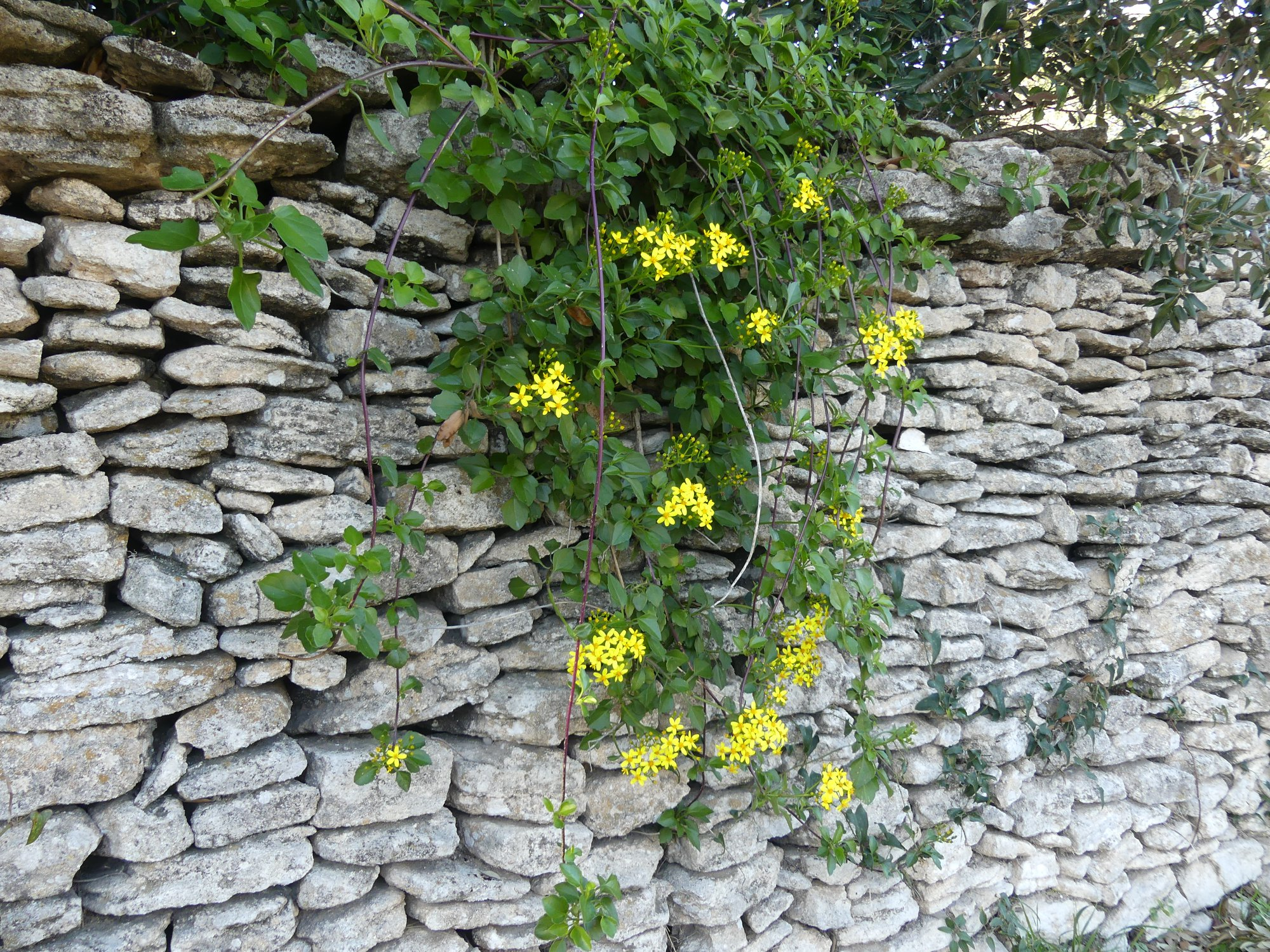
Suspendu à une paroi rocheuse
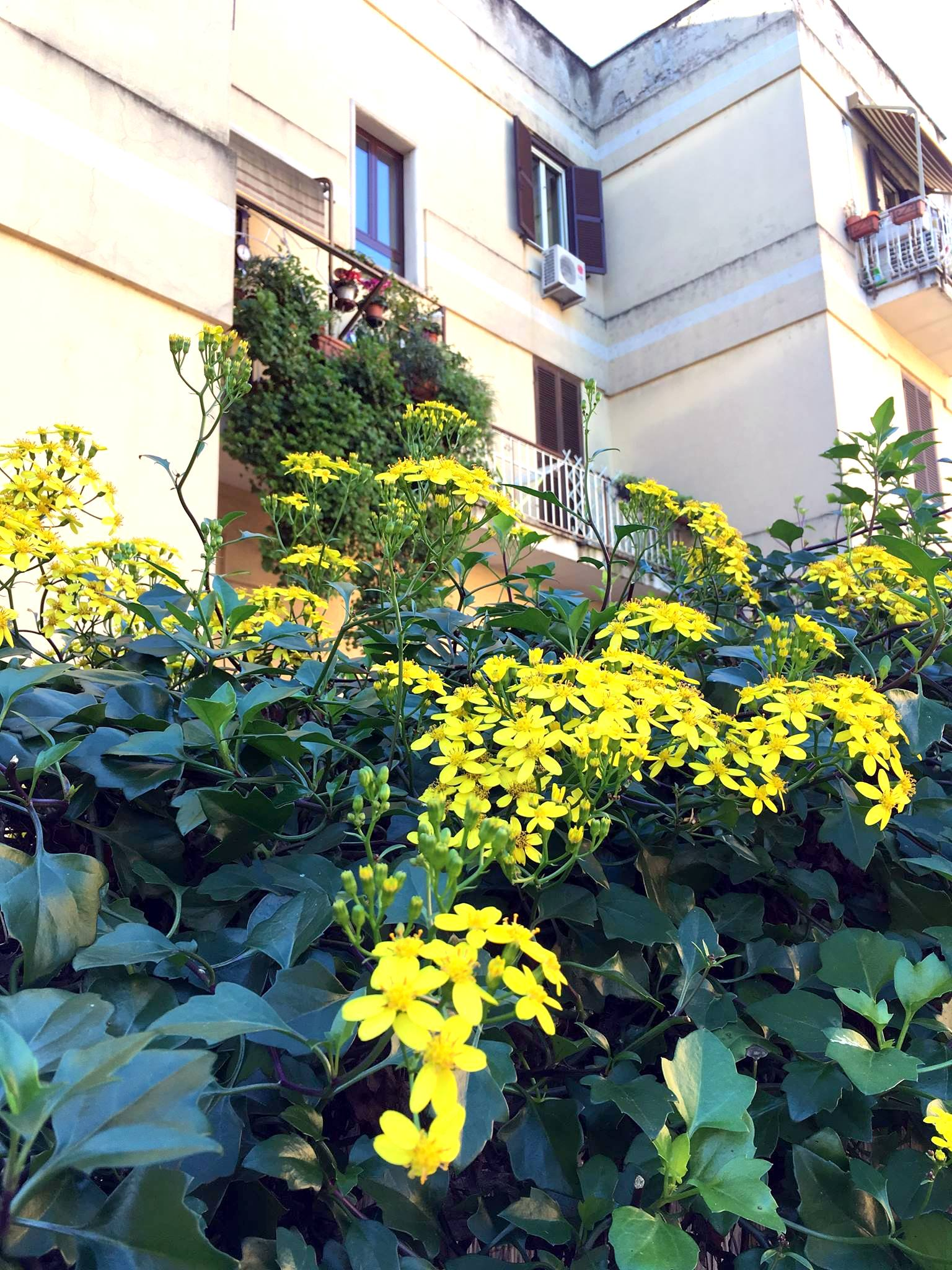
Complexe d'appartements, Italie
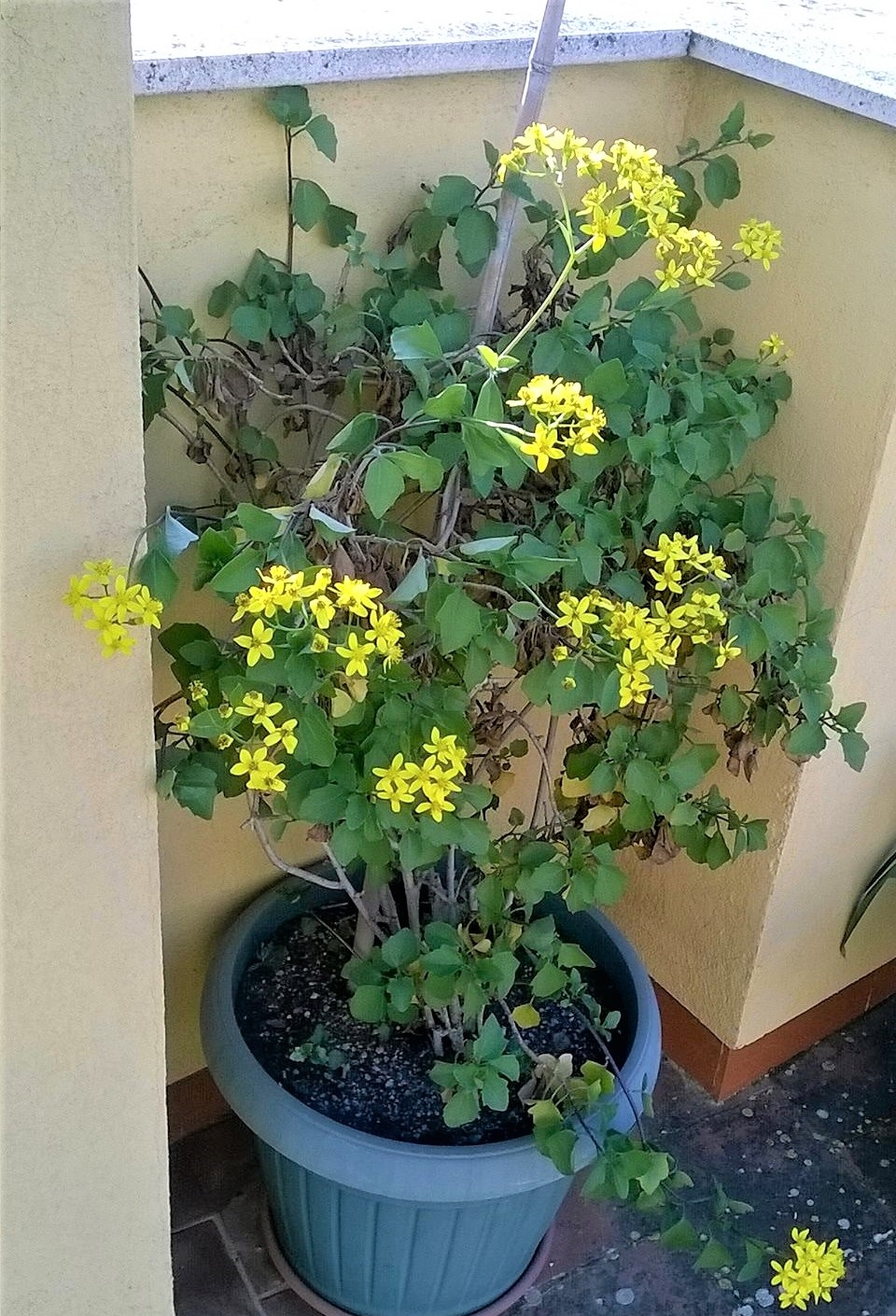
PPlante en pot
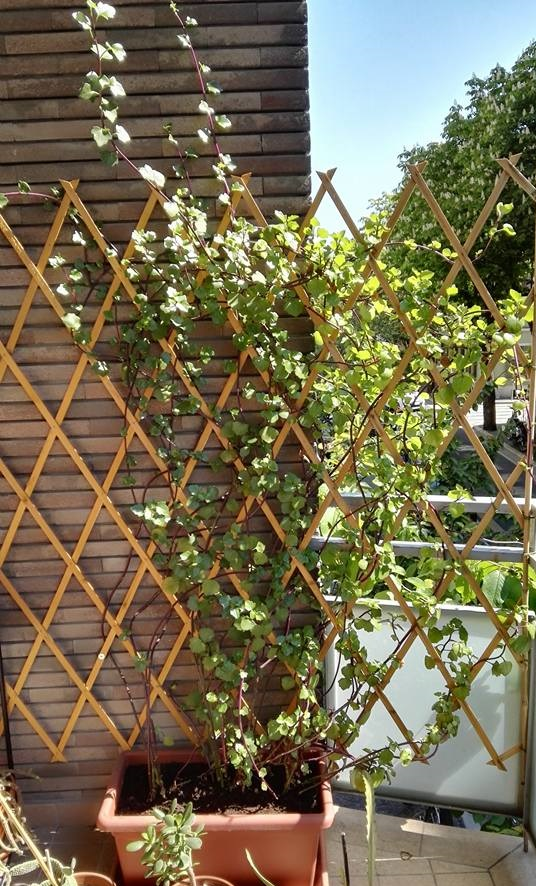
Spécimen sur treillis

## References
1. ↑  Cape ivy (mile a minute, climbing groundsel) (Senecio angulatus) State of Victoria (Agriculture Victoria) 1996-2021